# Рождественский, Анатолий Константинович
Анато́лий Константи́нович Рожде́ственский (21 марта 1920, Знаменка, Тамбовская губерния — 20 июля 1983) — советский палеонтолог, кандидат биологических наук.

## Биография
Анатолий Рождественский родился в селе Знаменка (ныне — районный центр в Тамбовской области). В 1938 году поступил в Московский государственный университет на геолого-почвенный (ныне геологический) факультет, по окончании которого получил специальность геолога. Во время учёбы в университете Анатолий Константинович начал заниматься палеонтологией, и после окончания в 1943 году геологического факультета МГУ он — по рекомендации академика А. А. Борисяка — поступил в аспирантуру Палеонтологического института АН СССР.

### Работа в Палеонтологическом Институте
22 мая 1947 года под руководством профессора Д. В. Обручева защитил диссертацию, посвящённую третичным рыбам.
Сразу после защиты диссертации участвовал в работе Монгольской палеонтологической экспедиции АН СССР — вначале научным сотрудником, а затем заместителем начальника экспедиции по научной части. Им лично, или при его участии, были открыты крупные местонахождения меловых динозавров (Алтан-Ула и Цаган-Ула) и местонахождение с гиппарионовой фауной (Алтан-Тээли).
В 1959—1960 годах была организована Советско-Китайская палеонтологическая экспедиция, которая работала во Внутренней Монголии и в горных районах Нинся и Ганьсу. С советской стороны экспедицию возглавил Рождественский. За два года работы был добыт огромный объём материала: более 70 скелетов динозавров и млекопитающих, десятки черепов и тысячи отдельных костей.
В 1965 году А. К. Рождественский определил, что 4 вида, найденные в Нэмэгэтской свите в пустыне Гоби, описанные в 1955 году Е. А. Малеевым, являются представителями одного и того же вида Tarbosaurus bataar на разных стадиях роста, не тождественного североамериканскому виду Tyrannosaurus rex. Также он определил, что найденный в 1942 году экспедицией Кливлендского музея естественной истории череп CMNH 7541, описанный 1946 году Чарльзом Гилмором как Gorgosaurus lancensis, является ювенильным T. rex.
Всего за тридцать три года работы в Палеонтологическом институте Рождественский принимал участие более чем в 30 экспедициях. Вклад учёного в развитие отечественной науки оценен правительственными наградами: медалями «За трудовую доблесть» и «За трудовое отличие». 

## Книги, статьи, монографии
Рождественским написано около 100 научных работ — книг, монографий, научных статей и крупных разделов в сводных работах.
Он — автор четырёх научно-популярных книг, посвящённых динозаврам и работе палеонтолога. Книга «На поиски динозавров в Гоби» (1954) выдержала три издания (1962, 1969) и была переведена на польский, китайский, японский и немецкий языки.